# Zach Lund
Pour les articles homonymes, voir Lund.
Zach Lund, né le 22 mars 1979 à Salt Lake City, est un skeletoneur américain.
En décembre 2005, Lund est contrôlé positif au Propecia (produit interdit depuis la même année). Il se défendra en affirmant utiliser ce produit pour lutter contre la chute de ses cheveux mais sera suspendu pour une année, ce qui aura pour conséquence sa non-participation aux Jeux olympiques d'hiver de 2006 à Turin (il sera tout de même sélectionné mais sans prendre part aux épreuves).
Après sa suspension, Zach Lund remporte sa première victoire en coupe du monde à Park City aux États-Unis le 8 décembre 2006 et remporte le 26 janvier 2007 la médaille de bronze aux championnats du monde de la discipline à Saint-Moritz derrière le suisse Gregor Stähli et son compatriote Eric Bernotas.

## Palmarès

### Championnats du monde
- Médaille de bronze : en 2007.

### Coupe du monde
- 1 globe de cristal en individuel : vainqueur en 2007.
- 13 podiums individuels : 6 victoires, 3 deuxièmes places et 4 troisièmes places.

#### Détails des victoires en Coupe du monde
| Édition   | Piste                                           | Total |
| 2006-2007 | Park City Lake Placid Cesana Torinese Königssee | 4     |
| 2007-2008 | Park City Cesana Torinese                       | 2     |